# Fábrica da Ford Motor Company (Seattle)
A fábrica de montagem da Ford Motor Company é um edifício localizado na 4735 E. Marginal Way South, em Seattle, Washington. Projetado por Albert Kahn, foi adicionado ao Registro Nacional de Lugares Históricos em 9 de outubro de 2013. Atualmente faz parte do complexo Federal Center South e é propriedade da General Services Administration.